# Benjamin Johnson Lang
Benjamin Johnson Lang (Salem, Massachusetts, 28 de diciembre de 1837 - 3 de abril de 1909) fue un compositor estadounidense, padre de la pianista Margaret Ruthven Lang.
Estudió bajo la dirección de su padre, que era un notable organista, y los maestros F.G.Hill, A. Jaell y Gustav Satter. A los quince años ya era organista y maestro de música; pero tres años más tarde se trasladó a Berlín, donde perfeccionó sus conocimientos de composición con Liszt. Volvió a América, y durante muchos años fue maestro organista de varias iglesias, y dirigió numerosas sociedades líricas donde estrenó obras que le valieron una merecida reputación. Gran amigo de Wagner, hizo conocer a toda América la obra del gran compositor alemán, así como la de Mendelssohn y Berlioz, particularmente sus obras La Noche de Walpurgis, y La condenación de Fausto. Casi todas sus composiciones quedaron inéditas.
El 25 de octubre de 1875 estrenó en Boston el concierto para piano n.º 1 de Piotr Ilich Chaikovski, con Hans von Bülow al piano.